# Bristol, South Dakota
Bristol är en ort i Day County i South Dakota. Vid 2010 års folkräkning hade Bristol 341 invånare.